# Muriel Humphrey

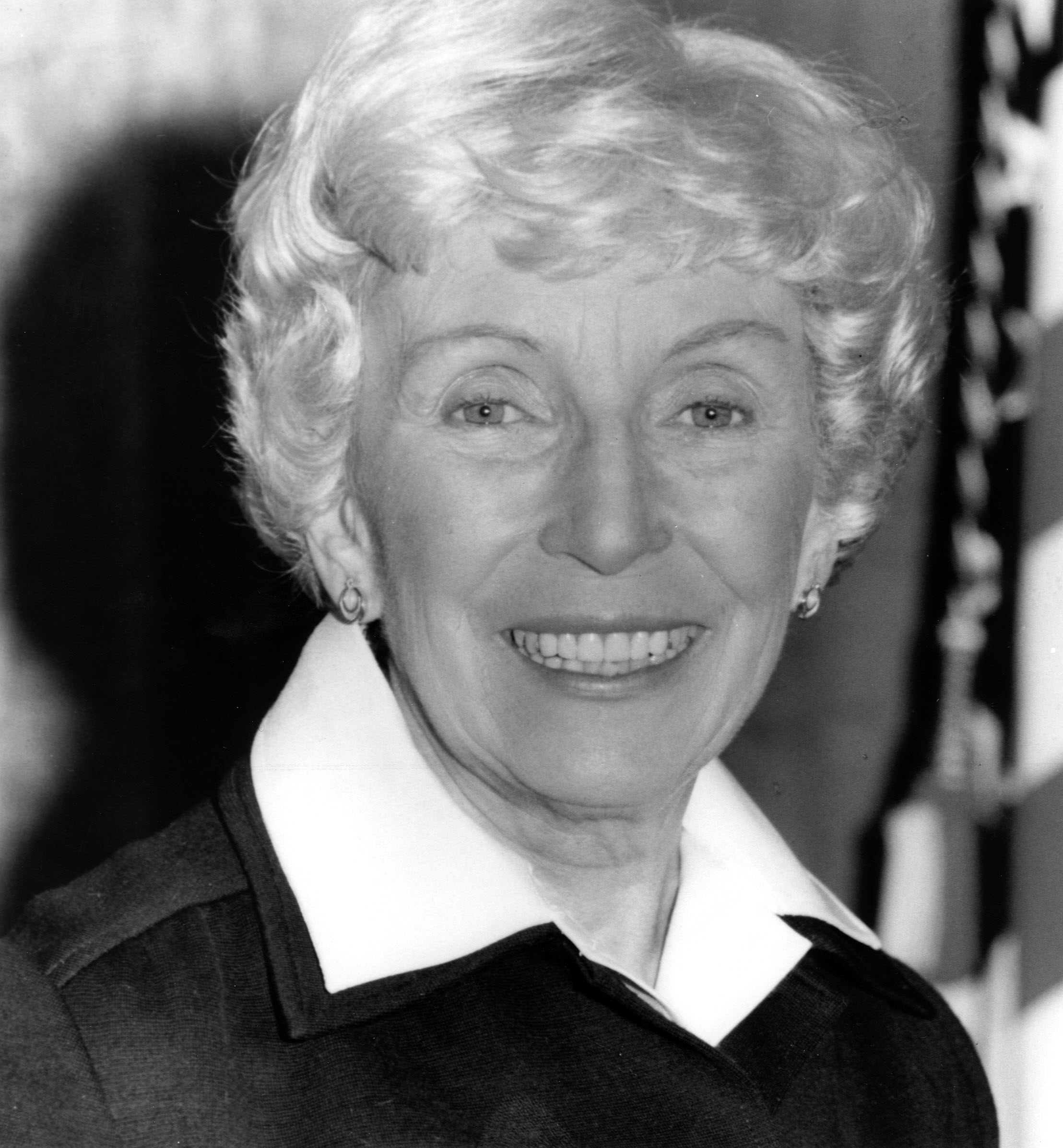
Muriel Humphrey

Muriel Fay Buck Humphrey Brown, född Fay Buck den 20 februari 1912 i Huron, South Dakota, död 20 september 1998 i Minneapolis, Minnesota, var en amerikansk demokratisk politiker. Hon var gift med USA:s vicepresident Hubert Humphrey och representerade delstaten Minnesota i USA:s senat från januari till november 1978 efter makens död.
Muriel Fay Buck föddes och växte upp i South Dakota. Hon studerade vid Huron College och gifte sig 1936 med politikern Hubert H. Humphrey. Paret fick fyra barn: Hubert H. III, Nancy, Robert och Douglas.
Hon var vicepresidentens hustru 1965-1969. Maken återvände senare till senaten och avled 1978 i ämbetet. Guvernör Rudy Perpich (ursprungligen Prpić) utnämnde änkan Muriel till senator fram till fyllnadsvalet senare samma år. Hon bestämde sig för att inte ställa upp i det valet och efterträddes sedan av republikanen David Durenberger.
Muriel Humphrey gifte om sig 1979 med barndomsvännen Max Brown. Äktenskapet varade till hennes död och hon använde efter bröllopet Muriel Humphrey Brown som sitt nya namn. Hennes grav finns på Lakewood Cemetery i Minneapolis bredvid första maken Huberts grav.